# Östanå herrgård
Östanå herrgård är en kulturminnesmärkt herrgård öster om Gränna i Gränna socken i Jönköpings kommun.
Östanå herrgård förekommer i skriftliga källor år 1473 som Broxvik. Herrgårdens huvudbyggnad är av panelklätt timmer i två våningar och har valmat karolinertak. Den var färdig år 1766, varefter två sidoflyglar tillkom under 1800-talet. 
Östanå herrgård med huvudbyggnaden och fyra flygelbyggnader förklarades som byggnadsminne 1977.
Östanå Säteri ägs av Magnus Sederholm och huvudbyggnaden ägs av Hélène Melin Geijer av släkten Geijer.